# Plectorhinchus obscurus
Plectorhinchus obscurus és una espècie de peix de la família dels hemúlids i de l'ordre dels perciformes.

## Morfologia
Els mascles poden assolir els 100 cm de longitud total.

## Distribució geogràfica
Es troba des del Mar Roig fins a Fidji, el sud del Japó, Austràlia, Nova Caledònia i Micronèsia.